# Andrej Ivanovič Děnisov
Andrej Ivanovič Děnisov, rusky Андрей Иванович Денисов (* 3. října 1952 Charkov, v současnosti Ukrajina) je sovětský a ruský diplomat, stálý zástupce Ruské federace při Organizaci spojených národů v letech 2004 až 2006.

## Život
Roku 1974 absolvoval Státní institut mezinárodních vztahů v Moskvě. V letech 1973 až 1981 působil jako překladatel a ekonomický a obchodní zástupce Sovětského svazu v Čínské lidové republice, poté do roku 1991 jako expert Mezinárodního oddělení Ústředního výboru Komunistické strany Sovětského svazu pro Čínskou lidovou republiku. V období let 1992 až 1997 byl poradcem a později starším poradcem ruského velvyslanectví v Číně. V letech 1997 až 2000 zastával post ředitele oddělení ekonomické spolupráce Ministerstva zahraničních věcí Ruské federace a současně od 21. října 1998 do 14. června 2000 funkci člena rady tohoto ministerstva.
Od 21. dubna 2000 do 28. prosince 2001 byl velvyslancem Ruské federace v Egyptě, poté od 28. prosince 2001 do 12. července 2004 náměstkem ministra zahraničních věcí Ruské federace. Dne 12. července 2004 se stal stálým zástupcem Ruska při OSN, kteroužto funkci zastával až do 8. dubna 2006. Následně byl jmenován prvním náměstkem ministra zahraničních věcí a roku 2011 také členem prezídia. Dne 23. dubna 2013 se stal velvyslancem Ruské federace v Čínské lidové republice.
Za své služby obdržel několik vyznamenání: Řád Za zásluhy o vlast 4. třídy, Řád přátelství, Zasloužilý pracovník diplomatické služby Ruské federace, Čestné uznání prezidenta Ruské federace, Čestné uznání vlády Ruské federace, Medaile Za zásluhy o uchování památky padlých obránců vlasti.
Kvůli podpoře ruské invaze na Ukrajinu figuruje na sankčních seznamech mnoha západních zemí.